# Gunnar Lindmark
John Gunnar Lindmark, född 3 mars 1876 i Stockholm, död 19 augusti 1962 var en svensk industriman. Han var brorson till Knut Lindmark och bror till Tore Lindmark.
Lindmark blev filosofie kandidat 1897 och utexaminerades från Tekniska högskolan 1901. Han var anställd av olika De Laval-företag i utlandet 1901–1906, torpedingenjör vid Flottan 1906–1912 och knöts 1920 till AB Scania-Vabis, där han 1922–1940 var vd.